# Danilo Alvim
Pour les articles homonymes, voir Faria.
Danilo Faria Alvim (né le 3 décembre 1920 à Rio de Janeiro et mort le 16 mai 1996 dans la même ville) était un footballeur et entraîneur brésilien.

## Biographie
En tant que milieu défensif, Danilo Faria Alvim fut international brésilien à 25 reprises (1945–1953),,. Il participa à la Copa América 1946, inscrivit un but contre l'Uruguay et remporta le tournoi. Il participa à la Coupe du monde de football de 1950, jouant presque tous les matchs ratant le match contre la Suisse. Il fut finaliste du tournoi. Il participa aussi à la Copa América 1953, où il fut finaliste.
Il ne joua que pour des clubs brésiliens (Canto do Rio, América, Vasco de Gama et Botafogo), remportant le Championnat sud-américain des clubs champions de football en 1948 et quatre fois le campeonato carioca.
Il connut une expérience de sélectionneur avec la Bolivie, avec qui il remporta la Copa América 1963, le seul titre du pays.

## Palmarès

### En tant que joueur
- Championnat sud-américain des clubs champions de football
  - Vainqueur en 1948
- Championnat de Rio de Janeiro de football
  - Champion en 1947, en 1949, en 1950 et en 1952
- Copa América
  - Vainqueur en 1949
  - Finaliste en 1953
- Coupe du monde de football
  - Finaliste en 1950

### En tant qu'entraîneur
- Copa América
  - Vainqueur en 1963